# Paratypothorax
Paratypothorax andressorum
Genre
Espèce
Paratypothorax est un genre éteint d'aétosaures, découvert dans le Trias supérieur d'Allemagne et des États-Unis.
Le genre n'est connu que par une seule espèce, Paratypothorax andressorum.

## Distribution et datation
Il a été nommé en 1985 à partir de restes fossiles découverts dans la formation géologique du Stubensandstein inférieur (Norien) en Allemagne et également dans le sud-ouest des États-Unis, à la fois dans le Groupe Dockum et dans la formation de Chinle, datés respectivement du Carnien terminal et du Rhétien,.
Des fossiles de Paratypothorax ont également été signalés au Groenland dans la formation de Fleming Fjord, datée du Norien.

## Description
Le genre a été décrit à partir d'ostéodermes, plaques osseuses initialement attribuées au phytosaure Belodon kappfi.